# Karasu Tengu Kabuto
Karasu Tengu Kabuto (яп. 鴉天狗カブト) — манга, автором которой является Буити Тэрасава. Манга публиковалась издательством Shueisha в журнале Fresh Jump в 1987-1988 годах. В 2001 году манга была опубликована в США издательством ComicsOne. По мотивам манги был выпущен аниме-сериал, созданный командой режиссёров и мангак: Хидэки Мицуй, Ватару Такаги Ёсихиса Араки, Гэн Фукудой, Такаси Ватанабэ и Кадзуей Миядзаки. Сериал транслировался по телеканалу NHK с 29 июля 1990 года по 30 июня 1991 года. Всего было выпущено 39 серий аниме. Сериал также транслировался на территории Испании по телеканалу Telecinco. 24 июля 1992 года была выпущена OVA-серия, которая также была показана на территории США и Италии.

## Сюжет
Существуют люди, в чьих жилах течёт кровь тэнгу, и им предначертано вести вечную борьбу против сил зла. Главный герой по имени Карасу Тэнгу Кабуто вместе с 4 священными ниндзя-воинами: Гэнбу, Судзаку, Сэйрю и Бьякко (каждый из которых символизирует один из четырёх китайских знаков зодиака) ведёт борьбу против злого бога по имени Курояся и его армии подчинённых. Эта борьба продолжается на протяжении многих поколений, во втором томе манги главным героем становится сын главного героя — Карасу Тэнгу младший.

## Роли озвучивали
- Ясунори Мацумото — Карасу Тэнгу Кабуто
- Хироми Цуру — Судзаку
- Кодзо Сиоя — Бэнитэнгу Гэнбу
- Синья Отаки — Дзирайя Бьякко
- Мэгуми Тано — Сэйрю
- Кан Токумару — Курояся Доки
- Ариса Андо — Яся-Химэ
- Томомити Нисимура — Хирую
- Рэйдзо Номото — Яки
- Ай Орикаса — Куросатэн
- Экэн Минэ — Бякурю
- Хидэюки Умэдзу — Киндодзи
- Хироки Эмори — Ясиро
- Хироя Исимару — Аяцури Онидзо
- Икуо Нисикава — Киганбо
- Иссэй Футамата — Онидзару
- Иссин Тиба — Онидзару
- Кэн Ямагути — Фума Райдзо
- Кэнью Хориути — Тэндзэсэй
- Кумико Такидзава — Они-Дзёро
- Мари Марута — Саюри
- Масахиро Андзай — Кобоку Мадзин
- Наруми Цунода — Гран
- Нобуюки Фурута — Суидодзи
- Нобуюки Хияма — Тэнсосэй
- Норио Вакамото — Фума Котаро